# Kateřina Pěnkavová
Kateřina Pěnkavová (* 3. April 1987 in Vlašim) ist eine tschechische Tischtennisspielerin. Von 2002 bis 2015 nahm sie an neun Weltmeisterschaften und neun Europameisterschaften teil.

## Werdegang
Kateřina Pěnkavová erreichte unter Anleitung ihres Vaters Luboš Pěnkava bereits in jungen Jahren eine beachtliche Stärke im Tischtennis. 2002 holte sie in Moskau mit der Mannschaft den Junioren-Europameistertitel, im Jahr darauf bei der Junioren-Weltmeisterschaft im Mannschaftswettbewerb Bronze. Bei der Junioren-Europameisterschaft 2004 in Budapest siegte sie im Doppel mit Carole Grundisch, im Einzel erreichte sie das Halbfinale, ebenso im Mannschaftswettbewerb sowie Mixed mit Jakub Kleprlik.
Bei den Europameisterschaften 2009 und 2013 kam die tschechische Damenmannschaft jeweils auf Platz drei. Zwar gehörte Kateřina Pěnkavová dabei zum Team, wurde aber im Halbfinale nicht eingesetzt. Im Doppel mit Iveta Vacenovská kam sie bis ins Viertelfinale. Ansonsten kam sie bei den weiteren Welt- und Europameisterschaften nicht in die Nähe von Medaillenrängen.
Die nationalen tschechischen Meisterschaften gewann sie 2007, 2008, 2010 und 2011 im Doppel sowie 2004, 2010 und 2011 im Mixed. 2014 holte sie im Einzel die Silbermedaille.
Mit dem Verein TSV Schwabhausen spielte sie von 2005 bis 2009 in der 2. Bundesliga Deutschlands. Mit der Mannschaft des Linz AG Froschberg holte sie 2010 den österreichischen Mannschafts-Staatsmeistertitel. Im Januar 2011 wechselte Pěnkavová zum SKST Mart Hodonín und gewann mit der Mannschaft die tschechische Meisterschaft- 